# Calle Strachan
La calle Strachan es una céntrica calle peatonal del centro histórico de la ciudad de Málaga (España). Comienza en calle Larios y acaba en calle Molina Lario en un trazado este-oeste formando parte del entramado urbano del centro de la ciudad. 

## Odonimia
La vía toma el nombre de Eduardo Strachan y Viana Cárdenas, arquitecto cartameño responsable de calle Larios. Pasó a denominarse de este modo tras ser aprobado el cambio de nombre en sesión del Ayuntamiento el de 16 de agosto de 1891.
Originalmente se llamó calle del Naranjo y posteriormente calle del Desengaño. 

## Historia
Originalmente conocida como calle del Naranjo —nombre que pudo sustituir al de San Juan de Dios—, esta vía atravesaba un barrio de callejuelas que fue profundamente transformado a mediados del siglo XIX, tras la demolición del antiguo Hospital de San Juan de Dios. Posteriormente, recibió el nombre de calle del Desengaño, antes de ser renombrada en 1891 en honor a Eduardo Strachan Viana-Cárdenas, arquitecto responsable del diseño de la calle Larios. La evolución de esta calle refleja el proceso de modernización urbanística que vivió Málaga en esa época, combinando la memoria del trazado antiguo con el impulso hacia una ciudad más ordenada y abierta. En esta calle nació en 1899 el poeta Emilio Prados, el cual cuenta con una placa dedicada en su casa natal.
La calle Strachan adquirió un notable prestigio tras el cambio de nombre en 1891, reconocimiento que se ha visto reforzado en tiempos recientes gracias a las obras de remodelación impulsadas por el Ayuntamiento de Málaga. En 1944, don Antonio Sánchez Borrero inauguró el popular Bar Los Faroles, un establecimiento que rápidamente se ganó el favor del público malagueño. La decoración del local incluyó un destacado mural realizado por el artista Martínez Virel, en el que se representaba una escena flamenca con un veterano tocaor y una pareja de bailaoras, contribuyendo a consolidar la identidad cultural de la zona.
En la confluencia de calle Strachan con Marqués de Larios se inauguró en 2005 la estatua original del escultor británico Tony Gras, titulada "Point of view".

## Recorrido
La calle une la calle Marqués de Larios con su paralela, calle Molina Lario a través de un recorrido de unos 130 metros en dirección este-oeste. Es cruzada únicamente por la corta calle Torre de Sandoval, que la une con calle Bolsa. 